# 津軽平野 (曲)
「津軽平野」（つがるへいや）は、1984年3月25日に発売された千昌夫のシングル。作詞・作曲は吉幾三、編曲は京建輔。同年の第35回NHK紅白歌合戦で歌唱された。

## 解説
- 担当ディレクターの長谷川喜一（徳間ジャパン）が、イントロに尺八を取り入れることを提案したが、ありきたりでつまらないと考えた京の判断でオーボエを採用した[2]。
- コーラス担当は川島和子トリオ。
- 吉が最初に作った時の仮タイトルは「おど」だった[3]。

## 収録曲
- 全曲編曲：京建輔

1. 津軽平野
作詞・作曲：吉幾三
2. 旅の居酒屋
作詞：山田孝雄／作曲：桜田誠一

## カバー
- 段田男 - 1987年、アルバム『男華』に収録[4]。
- 林あさ美 - 1998年、アルバム『だいじな人だから』に収録。
- 永井裕子 - 2006年、アルバム『郷愁歌』に収録。
- 大江裕 - 2010年、アルバム『演歌大将・大江裕〜日本列島 歌飛脚Ⅰ〜』に収録。
- ジェロ - 2010年、アルバム『COVERS3～Roots of JERO～』に収録。
- 福田こうへい - 2013年、アルバム『響～南部蝉しぐれ～』に収録。
- 村上幸子 - 2014年、コンピレーションアルバム『想い出の名曲撰 望郷編』に収録。
- 杜このみ - 2014年、アルバム『いろはにほへと』に収録。
- 最上川司 - 2015年、アルバム『奥の唄道』に収録。